# Haruri, Khanapur
Haruri là một làng thuộc tehsil Khanapur, huyện Belgaum, bang Karnataka, Ấn Độ.